# Arcëm Vas'koŭ
Arcëm Aljaksandravič Vas'koŭ (in bielorusso Арцём Аляксандравіч Васькоў?; Homel', 21 ottobre 1988) è un calciatore bielorusso, centrocampista dello Stilon.

## Carriera
Ha giocato nella massima serie dei campionati lettone, bielorusso ed azero.